# Chris Obi
Chris Obi, vero nome Christopher Obi Ogugua (Londra, 24 settembre 1970), è un attore britannico.
È noto per aver interpretato il personaggio di Mr. Jacquel / Anubi nella serie televisiva American Gods e del klingon T’Kuvma nella serie televisiva Star Trek: Discovery.

## Biografia
Chris Obi nasce a Londra da un padre di origini nigeriane, appartenente al popolo Igbo. Si forma al Drama Centre di Londra, dove si laurea nel 2001 e dove, successivamente, insegna quale Actor in Session, ricoprendo il ruolo di direttore artistico. Debutta a teatro nel 2002 in un'edizione del Macbeth diretta da Edward Hall e tenutasi nel West End, dove interpreta il Messaggero. Successivamente ha recitato per una stagione con la Royal Shakespeare Company, dove ha recitato in allestimenti di A Comedy of Errors e Twelfth Night e dove è stato diretto da Sir Antony Sher nella rappresentazione Breakfast with Mugabe e in una stagione al Globe Theatre nel 2007.
Il suo primo lavoro cinematografico è rappresentato dalla partecipazione al cortometraggio Assumptions del 2000, diretto da Jimo Salako, e nel quale recita al fianco di Saffron Burrows. Due anni dopo, ha una parte, al fianco di Kabir Bedi, nella commedia britannica Anita & Me, film diretto da Metin Hüseyin. Nel 2010 prende parte in un ruolo minore al film diretto da John Landis, Ladri di cadaveri - Burke & Hare (Burke & Hare). In televisione appare per lo più in singoli episodi di serie, miniserie, soap opera o film per la televisione, come Trial & Retribution (2002), State of Play (2003), Doctors (2003-2004), Stealing Lives (2004), Look Around You (2005), The Peter Serafinowicz Show (2007) e Free Agents (2009). Del 2009 è l'esordio alla regia di Chris Obi, nel cortometraggio, che anche scrive e produce assieme a Roy Khalil, Perfect, che racconta una storia d'amore ambientata a Notting Hill.
Nel 2011 Chris Obi recita nell'episodio Orario di chiusura (Closing Time), della sesta stagione della seconda serie televisiva live action facente parte del franchise di fantascienza Doctor Who, nel quale l'Undicesimo Dottore (Matt Smith) si trova ad affrontare i Cybermen. Di seguito compare ancora come guest star in altre serie televisive, quali: Atlantis (2013), Delitti in Paradiso (2014) e, nel 2016, prende parte a due puntate della miniserie televisiva Radici, diretta da Bruce Beresford, Thomas Carter, Phillip Noyce e Mario Van Peebles. Nella serie, remake della più celebre miniserie del 1977, interpretata da LeVar Burton nella parte di Kunta Kinte (attore divenuto poi noto per aver interpretato Geordi La Forge nella serie televisiva Star Trek: The Next Generation), Chris Obi vi interpreta il personaggio di Kintango nelle prime due puntate.
Nel frattempo al cinema compare in pellicole come: The Calcium Kid (2004); Ladri di cadaveri - Burke & Hare (2010), commedia diretta da John Landis in cui Chris Obi vi interpreta il personaggio di John Martin; Biancaneve e il cacciatore (2012), in cui Chris Obi interpreta l'uomo dello specchio magico cui si rivolge la regina Ravenna (Charlize Theron), per rassicurarsi di essere la "più bella del reame"; The Counselor - Il procuratore (2013), film diretto da Ridley Scott in cui Chris Obi interpreta la parte della guardia del corpo di Makina (Cameron Diaz); Ghost in the Shell (2017), film diretto da Rupert Sanders, adattamento cinematografico dell'omonimo manga di Masamune Shirow, con protagonista Scarlett Johansson, in cui Chris Obi vi interpreta l'ambasciatore Kiyoshi.
Nel 2017 interpreta il personaggio ricorrente di Mr. Jacquel/Anubi in tre episodi della prima stagione della serie televisiva fantasy American Gods. Mr. Jacquel è uno dei Vecchi Dei, Anubi, il dio della morte egizio, che ha la funzione di psicopompo, ovvero di trasportare i defunti nell'aldilà. Ma ciò avviene solamente per quei personaggi che hanno una qualche relazione con l'Egitto, come nel caso della singora Fadil, che è di origine egiziana, o Laura, che lavora in un casinò a tema antico Egitto.
Sempre nel 2017 entra a far parte del cast della prima stagione di Star Trek: Discovery, sesta serie live action del franchise di fantascienza Star Trek, creato da Gene Roddenberry negli anni sessanta, e primo del cosiddetto Expanded Universe, creato dallo showrunner Alex Kurtzman. Qui Chris Obi vi interpreta il personaggio del klingon T’Kuvma, leader del popolo klingon, allora diviso in fazioni, che egli riunisce, diventandone il leader e l'antagonista della Federazione dei Pianeti Uniti. T’Kuvma, dopo aver riunito le casate klingon sotto il proprio comando, muove contro la Federazione, dichiarandole formalmente guerra, nell'episodio Il saluto vulcaniano (The Vulcan Hello). T'Kuvma si scontra con capitano della USS Shenzhou Philippa Georgiou (Michelle Yeoh), che rimane uccisa dall'attacco di un siluro fotonico, ma viene sconfitto e ucciso da Michael Burnham (Sonequa Martin-Green) in un duello al pugnale, nel successivo episodio Battaglia alla stella binaria (Battle at the Binary Stars), uscendo così di scena. Dopo numerose vicissitudini, L'Rell (Mary Chieffo) riunisce le casate klingon sotto la propria guida, pone fine alla guerra e diviene il primo cancelliere dell'Impero Klingon.
Tra il 2018 e il 2019 presta la voce al personaggio di Loth Saborian nelle prime due stagioni della serie televisiva animata 3 in mezzo a noi - I racconti di Arcadia (3Below: Tales of Arcadia). Nel 2019 interpreta il personaggio di Jean-Baptiste Zaza in due episodi della serie teleivsiva Strike Back.

## Vita privata
Uno dei migliori amici di Chris Obi è l'attore Charlie Cox.

## Filmografia

### Attore

#### Cinema
- Assumptions, regia di Jimo Salako - cortometraggio (2000)
- Anita & Me, regia di Metin Hüseyin (2002)
- Collusion, regia di Richard Burridge (2003)
- The Calcium Kid, regia di Alex De Rakoff (2004)
- RUF 992m, regia di Alkin Emirali - cortometraggio (2004)
- Animal - Il criminale (Animal), regia di Rose Bosch (2005)
- Ladri di cadaveri - Burke & Hare (Burke & Hare), regia di John Landis (2010)
- Biancaneve e il cacciatore (Snow White and the Huntsman), regia di Rupert Sanders (2012)
- The Counselor - Il procuratore (The Counselor), regia di Ridley Scott (2013)
- Romulus, regia di Iñigo Oleaga - cortometraggio (2013)
- The Call Up, regia di Charles Barker (2016)
- Spaced, regia di Pim Aldridge e Tareq Kubaisi - cortometraggio (2016)
- Ghost in the Shell, regia di Rupert Sanders (2017)

#### Televisione
- Trial & Retribution - serie TV, episodio 6x02 (2002)
- State of Play, regia di David Yates - miniserie TV, puntata 1 (2003)
- Doctors - soap opera, episodi 5x68-5x194 (2003-2004)
- Stealing Lives, regia di Bryn Higgins - film TV (2004)
- Look Around You - serie TV, episodio 2x01 (2005)
- The Peter Serafinowicz Show - serie TV, episodi 1x01-1x02 (2007)
- Free Agents - serie TV, episodio 1x06 (2009)
- Doctor Who - serie TV, episodio 6x12 (2011)
- Atlantis - serie TV, episodio 1x03 (2013)
- Delitti in Paradiso (Death in Paradise) - serie TV, episodio 3x07 (2014)
- Radici (Roots), regia di Bruce Beresford, Thomas Carter, Phillip Noyce e Mario Van Peebles - miniserie TV, puntate 1-2 (2016)
- American Gods - serie TV, episodi 1x03-1x04-1x07 (2017) - Mr. Jacquel / Anubi
- Star Trek: Discovery - serie TV, episodi 1x01-1x02 (2017)
- Strike Back - serie TV, episodi 7x05-7x06 (2019)

### Doppiatore

#### Televisione
- 3 in mezzo a noi - I racconti di Arcadia (3Below: Tales of Arcadia) - serie animata, 9 episodi (2018-2019)

#### Videogiochi
- El Shaddai: Ascension of the Metatron (2011)

### Regista
- Perfect - cortometraggio (2009)

### Sceneggiatore
- Perfect, regia di Chris Obi - cortometraggio (2009)

## Trasmissioni televisive
- After Trek - talk-show (2017)

## Teatro (parziale)
- Macbeth, regia di Edward Hall (2002)
- A Comedy of Errors
- Twelfth Night
- Breakfast with Mugabe, regia di Antony Sher (2007)

## Doppiatori italiani
Nelle versioni in italiano delle opere in cui ha recitato, Chris Obi è stato doppiato da: 
- Paolo Marchese in Star Trek: Discovery